# Nadi FC
Nadi FC is een voetbalclub uit Nadi, Fiji. Nadi speelt in de National Football League, de eerste klasse in Fiji. Nadi won deze competitie al 9 maal.

## Erelijst
National Football League (9): 1978, 1980, 1981, 1982, 1983, 1985, 1998, 2000, 2015.

## Bekende (oud-)spelers
- Emosi Baleinuku
- Alivate Driu
- Salesh Kumar
- Maika Levula
- Marika Namaqa
- Valerio Nawatu
- Avinesh Suwamy
- Veresa Toma
- Viliame Toma
- Apisalome Tuvura

## Bekende (oud-)trainers
- Viliame Toma